# Lijst van gebieden met separatistische of irredentistische bewegingen
Dit is een lijst van gebieden met separatistische of irredentistische bewegingen in de wereld. Onder separatisme wordt het streven naar afscheiding of autonomie verstaan. Onder irredentisme verstaat men het verlangen tot aansluiting bij een ander land. Gebieden die alleen in het verleden separatistische of irredentistische bewegingen kenden, zijn niet in de lijst opgenomen.
Ook separatistische microgebieden (micronaties) zijn niet in de lijst opgenomen. Landen die internationaal gezien niet of slechts deels erkend worden, maar de facto wel onafhankelijk zijn (zoals Somaliland of Zuid-Ossetië), zijn niet op deze pagina opgenomen. Deze landen zijn opgenomen in de lijst van staten met beperkte erkenning.

## Afrika
| Gebied              | Hoofdstad                                            | Land               | Beweging | Eisen                                                                  |
| ------------------- | ---------------------------------------------------- | ------------------ | --- | ---------------------------------------------------------------------- |
| Agadez              | Agadez                                               | Niger              | Forces armées révolutionnaires du Sahara Taniminnak Tidot N Tenere                                                   | Onafhankelijkheid als de Republiek Tenere                              |
| Ambazonië           | Buéa                                                 | Kameroen           | Southern Cameroons National Council                                                                                  | Onafhankelijkheid als de Federale Republiek Zuid-Kameroen              |
| Anjouan             | Mutsamudu                                            | Comoren            | Mouvement Populaire Anjouanais                                                                                       | Onafhankelijkheid                                                      |
| Rif Republiek       | Ajdir                                                | Marokko            | Hiraf Rif Movement                                                                                                   | Onafhankelijkheid                                                      |
| Azawad              | Gao                                                  | Mali               | Mouvement national de libération de l’Azawad                                                                         | Onafhankelijkheid                                                      |
| Bakassi             |                                                      | Kameroen           | | Onafhankelijkheid als de Democratische Republiek Bakassi               |
| Barotseland         | Mongu                                                | Zambia             | Barotse Patriotic Front                                                                                              | Onafhankelijkheid                                                      |
| Biafra              | Enugu                                                | Nigeria            | Movement for the Actualization of the Sovereign State of Biafra                                                      | Onafhankelijkheid als de Republiek Biafra                              |
| Bioko               | Malabo                                               | Equatoriaal-Guinea | Movimiento para la Auto-determinación de la Isla de Bioko                                                            | Onafhankelijkheid                                                      |
| Cabinda             | Cabinda                                              | Angola             | Frente para a Libertação do Enclave de Cabinda Forças Armadas de Cabinda                                             | Onafhankelijkheid als de Republiek Cabinda                             |
| Canarische Eilanden | Santa Cruz de Tenerife en Las Palmas de Gran Canaria | Spanje             | Congreso Nacional de Canarias Alternativa Nacionalista Canaria Unidad del Pueblo                                     | Onafhankelijkheid                                                      |
| Caprivi             |                                                      | Namibië            | Caprivi African National Union Caprivi Liberation Army                                                               | Onafhankelijkheid                                                      |
| Casamance           |                                                      | Senegal            | Mouvement des forces démocratiques de Casamance                                                                      | Onafhankelijkheid                                                      |
| Darfur              | Al-Fashir                                            | Soedan             | Bevrijdingsfront Darfur                                                                                              | Onafhankelijkheid                                                      |
| Jubaland            | Bu'aale                                              | Somalië            | Somalische Patriottische beweging                                                                                    | Onafhankelijkheid als de Republiek Jubaland                            |
| Kaapprovincie       | Kaapstad                                             | Zuid-Afrika        | Cape Party | Onafhankelijkheid als de Kaap Republiek                                |
| Kabylië             |                                                      | Algerije           | Mouvement pour l'Autonomie de la Kabylie                                                                             | Autonomie                                                              |
| Katanga             | Lubumbashi                                           | Congo-Kinshasa     | Confédération des Associations de Katanga Tribales Union des fédéralistes et des Républicains Indépendants Mai-Mai   | Onafhankelijkheid                                                      |
| Maakhir             | Badhan                                               | Somalië            | | Autonomie                                                              |
| Mayotte             | Mamoudzou                                            | Frankrijk          | Camp des Îles Autonomes                                                                                              | Onafhankelijk of aansluiting bij de Comoren                            |
| Mohéli              | Fomboni                                              | Comoren            | | Onafhankelijkheid als de Democratische Republiek Mohéli                |
| Nigerdelta          |                                                      | Nigeria            | Movement for the Emancipation of the Niger Delta Niger Delta People's Volunteer Force                                | Autonomie of onafhankelijkheid als de Republiek Nigerdelta             |
| Noordelijke Regio's |                                                      | Ivoorkust          | Mouvement Patriotique Côte d'Ivoire Mouvement populaire ivoirien du Grand Ouest Mouvement pour la justice et la paix | Onafhankelijkheid als de Republiek van de Noordelijke Regio's          |
| Ogaden              | Jijiga                                               | Ethiopië           | Nationaal Bevrijdingsfront Ogaden West-Somalisch Bevrijdingsfront Republikeins Leger Ogaden                          | Aansluiting bij Somalië of onafhankelijkheid als de Republiek Ogadenië |
| Ogoniland           |                                                      | Nigeria            | Movement for the Survival of the Ogoni People                                                                        | Autonomie                                                              |
| Puntland            | Garowe                                               | Somalië            | Somali Salvation Democratic Front                                                                                    | Autonomie                                                              |
| Réunion             | Saint-Denis                                          | Frankrijk          | Lorganizasion Popilèr po Libèr nout Péi Communistische Partij van Réunion                                            |                                                                        |
| Somaliland          | Hargeisa                                             | Somalië            | | Onafhankelijkheid                                                      |
| Volkstaat           | Orania                                               | Zuid-Afrika        | Vrijheidsfront Plus Afrikaner Weerstandsbeweging Boeremag Orania en de daar gevestigde Orania Beweging               | Onafhankelijkheid                                                      |
| Yorùbá              |                                                      | Nigeria            | Oodua Peoples Congress                                                                                               |                                                                        |
| Zuidwest-Somalië    | Barawe                                               | Somalië            | Verzetsleger Rahanwein                                                                                               | Autonomie                                                              |

## Azië
| Gebied                     | Hoofdstad     | Land                    | Beweging | Eisen                                                                      |
| -------------------------- | ------------- | ----------------------- | --- | -------------------------------------------------------------------------- |
| Altaj                      | Gorno-Altajsk | Rusland                 | Altai-Sayun Verenigde Beweging | Onafhankelijkheid                                                          |
| Arakan                     | Mrauk U       | Myanmar                 | Arakan Independence Alliance | Onafhankelijkheid                                                          |
| Arunachal Pradesh          | Itanagar      | India                   | Arunachal Dragon Force | Onafhankelijkheid                                                          |
| Assam                      | Dispur        | India                   | United Liberation Front of Asom Muslim United Liberation Tigers of Assam | Onafhankelijkheid                                                          |
| Assyrië                    | Harran        | Iran Syrië Turkije Irak | Universele Assyrische Alliantie | Onafhankelijkheid                                                          |
| Atjeh                      | Banda Atjeh   | Indonesië               | Gerakan Aceh Merdeka | Onafhankelijkheid als Republiek Atjeh                                      |
| Badachsjan                 | Fayzabad      | Afghanistan             | Lale Badakhshan | Autonomie                                                                  |
| Bangsamoro                 | Cotabato City | Filipijnen              | Moro Islamic Liberation Front | Onafhankelijkheid                                                          |
| Beloetsjistan              |               | Iran en Pakistan        | Volkspartij van Beloetsjistan Balochistan Nationale Partij Balochs Bevrijdingsfront Bevrijdingsleger Balochistan Jundallah                                                     | Autonomie                                                                  |
| Binnen-Mongolië            | Hohhot        | China                   | Binnenmongolische Volkspartij Zuidmongoolse Democratische Alliantie Mongoolse Liberale Uniepartij                                                                              | Aansluiting bij Mongolië                                                   |
| Bodoland                   | Kokrajhar     | India                   | National Democratic Front of Bodoland | Onafhankelijkheid                                                          |
| Boerjatië                  | Oelan-Oede    | Rusland                 | Vereniging voor de Ontwikkeling van Cultuur All-Buryat | Onafhankelijkheid                                                          |
| Chakassië                  | Abakan        | Rusland                 | Cultureel Centrum Khakas | Onafhankelijkheid                                                          |
| Chin                       |               | Myanmar                 | Chin National Front | Onafhankelijkheid                                                          |
| Chittagong Hill Tracts     |               | Bangladesh              | Parbatya Chattagram Jana Sanghati Samiti | Meer autonomie                                                             |
| Gilgit-Baltistan           | Gilgit        | Pakistan                | Gilgit-Baltistan United Movement | Onafhankelijkheid als de Republiek Gilgit-Baltistan                        |
| Gorno-Badachsjan           | Choroegh      | Tadzjikistan            | Lale Badakhshan | Onafhankelijkheid                                                          |
| Hatay                      | Antiochië     | Turkije                 | Arabische Socialistische Ba'ath-partij (Syrië) Syrische Socialistische Nationale Partij                                                                                        | Meer autonomie, aansluiting bij Syrië of onafhankelijk als Republiek Hatay |
| Jakoetië                   | Jakoetsk      | Rusland                 | | Onafhankelijkheid                                                          |
| Jammu en Kasjmir           | Srinagar      | India Pakistan China    | Jammu Kashmir Liberation Front All Parties Hurriyat Conference Lashkar-e-Toiba                                                                                                 | Onafhankelijkheid                                                          |
| Kachinland                 |               | Myanmar                 | Kachin Independence Organisation | Onafhankelijkheid                                                          |
| Karen                      |               | Myanmar                 | Karen National Union | Autonomie                                                                  |
| Khalistan                  |               | India                   | Khalistan Commando Force Babbar Khalsa Khalistan Zindabad Force Khalistan Liberation Force                                                                                     | Onafhankelijk als de Sikhstaat                                             |
| Khuzestan                  | Ahvaz         | Iran                    | Arabisch democratisch volksfront Al-Ahwaz | Onafhankelijkheid                                                          |
| Koerdistan                 |               | Iran Irak Syrië Turkije | Democratische Unie Partij Partij voor een vrij leven in Koerdistan Koerdische Democratische Partij (Irak) Patriottische Unie van Koerdistan Koerdische Arbeiderspartij (PKK)   | Onafhankelijkheid als Republiek Koerdistan                                 |
| Kukiland                   |               | Myanmar                 | Kuki National Organisation |                                                                            |
| Laccadiven                 | Kavaratti     | India                   | | Autonomie                                                                  |
| Manipur                    | Imphal        | India                   | United National Liberation Front People's Revolutionary Party of Kangleipak | Onafhankelijkheid                                                          |
| Mon                        | Mawlamyine    | Myanmar                 | New Mon State Party | Autonomie                                                                  |
| Nagorno-Karabach           | Stepanakert   | Azerbeidzjan            | | Onafhankelijk als de Republiek Nagorno-Karabach                            |
| Nagaland                   | Kohima        | India Myanmar           | National Socialist Council of Nagaland | Onafhankelijkheid als de Volksrepubliek Nagaland                           |
| Oost-Turkestan (Oeigoerië) | Ürümqi        | China                   | Doğu Türkistan İslâm Hareketi Bevrijdingsorganizatie Oost Turkistan Islamitische Partij Turkistan Wereld Uyghur Congres                                                        | Onafhankelijkheid als de Republiek Oeigoerië                               |
| Palestina                  | Jeruzalem     | Israël                  | Al-Aqsa Martelarenbrigade Hamas Palestijnse Islamitische Jihad PLO Volksfront voor de Bevrijding van Palestina Volksfront voor de Bevrijding van Palestina - Algemeen Commando | Onafhankelijkheid als de Staat Palestina                                   |
| Patani                     | Patani        | Thailand                | Verenigde Bevrijdingsorganizatie Patani | Onafhankelijkheid                                                          |
| Pathanistan                |               | Afghanistan en Pakistan | | Onafhankelijkheid                                                          |
| Riukiu-eilanden            | Shuri         | Japan                   | Ryukyu Dokuritsu Undo Kariyushi Kurabu | Onafhankelijkheid                                                          |
| Shan                       | Taunggyi      | Myanmar                 | Shan State Army-South Shan Democratic Union Restoration Council of Shan State                                                                                                  |                                                                            |
| Siberië                    | Omsk          | Rusland                 | Siberisch Bevrijdingsleger | Meer autonomie of onafhankelijkheid                                        |
| Sindhudesh                 | Karachi       | Pakistan                | | Onafhankelijkheid als de Sindhistaat                                       |
| Tamil Eelam                |               | Sri Lanka               | Tamiltijgers | Onafhankelijkheid                                                          |
| Tibet                      | Lhasa         | China                   | Tibetaanse regering in ballingschap Nationale Democratische Partij van Tibet Students for a Free Tibet Tibetaans Jeugdcongres International Campaign for Tibet                 | Onafhankelijkheid                                                          |
| Toeva                      | Kyzyl         | Rusland                 | Volksfront Vrij Toeva Volkspartij voor een Soeverein Toeva | Onafhankelijkheid als de Republiek Toeva                                   |
| Tripura                    | Agartala      | India                   | National Liberation Front of Tripura All Tripura Tiger Force | Onafhankelijkheid                                                          |
| Turkmeneli                 |               | Irak                    | Irak Türkmen Cephesi | Autonomie                                                                  |
| West-Papoea                | Manokwari     | Indonesië               | Organisasi Papua Merdeka | Onafhankelijkheid als de Republiek West-Papoea                             |
| Zomi                       |               | India                   | Zomi Revolutionary Army | Autonomie                                                                  |
| Zuid-Jemen                 | Aden          | Jemen                   | | Onafhankelijkheid                                                          |
| Zuid-Molukken              | Ambon         | Indonesië               | Zuid-Molukse regering in ballingschap Maluku Sovereignty Front | Onafhankelijkheid als de Republiek der Zuid-Molukken                       |

## Europa

Kaart van de separatistische en irredentische gebieden in Europa.

| Gebied                  | Hoofdstad               | Land                             | Beweging | Eisen                                                                                          |
| ----------------------- | ----------------------- | -------------------------------- | --- | ---------------------------------------------------------------------------------------------- |
| Adygea                  | Majkop                  | Rusland                          | | Onafhankelijkheid                                                                              |
| Åland                   | Mariehamn               | Finland                          | Ålands Framtid | Onafhankelijkheid                                                                              |
| Andalusië               | Sevilla                 | Spanje                           | Candidatura Unitaria de Trabajadores Nación Andaluza Partido Andalucista Sindicato Andaluz de Trabajadores                                                                                                 | Meer autonomie of onafhankelijkheid                                                            |
| Asturië                 | Oviedo                  | Spanje                           | Partíu Asturianista Unión Renovadora Asturiana | Meer autonomie of onafhankelijkheid                                                            |
| Basjkirostan            | Oefa                    | Rusland                          | | Onafhankelijkheid                                                                              |
| Baskenland              | Pamplona                | Spanje Frankrijk                 | Abertzaleen Batasuna Batasuna Eusko Alkartasuna Eusko Alderdi Jeltzalea ETA Aralar Eusko Abertzale Ekintza EH Bildu                                                                                        | Onafhankelijkheid als Baskenland                                                               |
| Beieren                 | München                 | Duitsland                        | Bayernpartei | Onafhankelijkheid                                                                              |
| Bretagne                | Rennes                  | Frankrijk                        | Armée Révolutionnaire Bretonne Front de Libération de la Bretagne Adsav Emgann Bretonse Partij Union Démocratique Bretonne                                                                                 | Onafhankelijkheid of autonomie                                                                 |
| Catalonië               | Barcelona               | Spanje Andorra Frankrijk         | Esquerra Republicana de Catalunya Bloc Català Candidatures d'Unitat Popular Estat Català Convergència Democràtica de Catalunya Unió Democràtica de Catalunya Iniciativa per Catalunya Verds                | Onafhankelijk als Catalonië                                                                    |
| Cornwall                | Truro                   | Verenigd Koninkrijk              | Mebyon Kernow Cornish National Party Cornish National Liberation Army | Autonomie                                                                                      |
| Corsica                 | Ajaccio                 | Frankrijk                        | Corsica Libera Fronte di Liberazione Naziunale Corsu Partitu di a Nazione Corsa | Onafhankelijkheid of autonomie                                                                 |
| Dagestan                | Machatsjkala            | Rusland                          | | Onafhankelijke de Republiek Dagestan                                                           |
| Oblast Donetsk          | Donetsk                 | Oekraïne                         | Donetskaja Respoeblika (organisatie) | Aansluiting bij Rusland als de Volksrepubliek Donetsk                                          |
| Elzas-Lotharingen       | Straatsburg             | Frankrijk                        | Alsace d'abord Forum Nationaliste d'Alsace-Lorraine | Autonomie                                                                                      |
| Faeröer                 | Tórshavn                | Denemarken                       | Tjóðveldisflokkurin Hin føroyski fólkaflokkurin - radikalt sjálvstýri Sjálvstýrisflokkurin Miðflokkurin | Onafhankelijkheid                                                                              |
| Drenthe                 | Assen                   | Nederland                        | Drents op Stee | Officiële tweetaligheid (autonomie)                                                            |
| Friesland               | Leeuwarden              | Nederland                        | Fryske Nasjonale Partij | Autonomie                                                                                      |
| Galicië                 | Santiago de Compostella | Spanje                           | Resistência Galega Bloque Nacionalista Galego Nós-Unidade Popular Frente Popular Galega Alternativa Galega de Esquerda                                                                                     | Onafhankelijkheid                                                                              |
| Gibraltar               | Gibraltar               | Verenigd Koninkrijk              | Andalusische Bevrijding Party for the Autonomy of Gibraltar Vox | Meer autonomie of autonome regio onder Spanje                                                  |
| Ingoesjetië             | Magas                   | Rusland                          | | Onafhankelijk als de Republiek Ingoesjetië                                                     |
| Itsjkerië (Tsjetsjenië) | Grozny                  | Rusland                          | | Onafhankelijkheid als de Tsjetsjeense Republiek Itsjkerië                                      |
| Kabardië-Balkarië       | Naltsjik                | Rusland                          | | Onafhankelijkheid                                                                              |
| Kalmukkië               | Elista                  | Rusland                          | | Onafhankelijkheid                                                                              |
| Karatsjaj-Tsjerkessië   | Tsjerkessk              | Rusland                          | | Onafhankelijkheid                                                                              |
| Karelië                 | Petrozavodsk            | Rusland                          | | Onafhankelijkheid                                                                              |
| Krim                    | Simferopol              | Oekraïne                         | | Aansluiting bij Rusland                                                                        |
| Komi                    | Syktyvkar               | Rusland                          | | Onafhankelijkheid                                                                              |
| Lapland                 |                         | Noorwegen Zweden Finland Rusland | | Autonomie                                                                                      |
| Limburg                 | Maastricht              | NederlandBelgië                  | | Autonomie of onafhankelijkheid, al dan niet ludiek                                             |
| Londen                  | Londen                  | Verenigd Koninkrijk              | Londependence | Onafhankelijkheid                                                                              |
| Man                     | Douglas                 | Verenigd Koninkrijk              | Mec Vannin | Onafhankelijkheid                                                                              |
| Mari El                 | Josjkar-Ola             | Rusland                          | | Onafhankelijkheid                                                                              |
| Moravië                 | Brno                    | Tsjechië                         | Moravané | Autonomie                                                                                      |
| Mordovië                | Saransk                 | Rusland                          | | Onafhankelijkheid                                                                              |
| Nice                    | Nice                    | Frankrijk                        | Italian Irredentism in Nice | Aansluiting van Nice (Nizza) bij Italië                                                        |
| Noord-Epirus            | Gjirokastër             | Albanië                          | | Autonomie                                                                                      |
| Noord-Ierland           | Belfast                 | Verenigd Koninkrijk              | Sinn Féin Social Democratic and Labour Party Irish Republican Socialist Party Irish Republican Army | Aansluiting bij Ierland                                                                        |
| Normandië               | Rouen                   | Frankrijk                        | Mouvement Normand | Autonomie                                                                                      |
| Occitanië               |                         | Frankrijk                        | Partit Occitan | Autonomie                                                                                      |
| Oedmoertië              | Izjevsk                 | Rusland                          | | Onafhankelijkheid                                                                              |
| Opper-Silezië           | Opole                   | Polen                            | Ruch Autonomii Śląska | Autonomie                                                                                      |
| Padanië                 |                         | Italië                           | Lega Nord | Onafhankelijkheid of autonomie                                                                 |
| Sardinië                | Cagliari                | Italië                           | Sardigna Natzione Indipendèntzia Repùbrica de Sardigna | Onafhankelijkheid                                                                              |
| Sicilië                 | Palermo                 | Italië                           | Movimento per l'Indipendenza della Sicilia | Onafhankelijkheid                                                                              |
| Savoye                  | Chambéry                | Frankrijk                        | Ligue Savoisienne Mouvement Région Savoie Confédération savoisienne Mouvement Citoyen de Savoie Pour la Savoie                                                                                             | Onafhankelijkheid of autonomie                                                                 |
| Schotland               | Edinburgh               | Verenigd Koninkrijk              | Scottish National Party Scottish Green Party Scottish Socialist Party | Onafhankelijkheid                                                                              |
| Servische Republiek     | Banja Luka              | Bosnië-Herzegovina               | | Onafhankelijkheid of aansluiting bij Servië                                                    |
| Servisch Krajina        | Knin                    | Kroatië                          | Regering van de Republiek Servisch Krajina in ballingschap | Autonomie of onafhankelijkheid als de Republiek Servisch Krajina                               |
| Tatarije                | Kazan                   | Rusland                          | Bötentatar İctimağí Üzäge | Onafhankelijkheid                                                                              |
| Tsjoevasjië             | Tsjeboksary             | Rusland                          | | Onafhankelijkheid                                                                              |
| Veneto                  | Venetië                 | Italië                           | Liga Veneta Repubblica Progetto NordEst Movimento Veneti Partito Nasionał Veneto Unitá Popołare Veneta | Autonomie of onafhankelijkheid                                                                 |
| Vlaanderen              | Brussel                 | België                           | Libertair, Direct, Democratisch Nieuw-Vlaamse Alliantie Vlaams Belang Vlinks V-SB VLOTT Vrij Vlaanderen | Onafhankelijkheid, aansluiting bij Nederland of autonomie                                      |
| Vojvodina               | Novi Sad                | Servië                           | Alliantie van Hongaren in Vojvodina Democratische Broederschap van Hongaren in Vojvodina Democratische Partij van Hongaren in Vojvodina Hongaarse Burgeralliantie Liga van Sociaaldemocraten van Vojvodina | Autonomie of een Hongaarse Regionale Autonomie (nieuwe administratieve eenheid in het Noorden) |
| Wales                   | Cardiff                 | Verenigd Koninkrijk              | Plaid Cymru Llais Gwynedd | Onafhankelijkheid                                                                              |
| Wallonië                | Namen                   | België                           | Rassemblement Wallonie-France Rassemblement Wallon Listes Wallon Mouvement Citoyens Wallons Parti France Parti Républicain Wallon Rassemblement Populaire Wallon Républicains                              | Onafhankelijkheid of aansluiting bij Nederland of Frankrijk                                    |
| Zuid-Tirol              | Bozen                   | Italië                           | Süd-Tiroler Freiheit Union für Südtirol | Aansluiting bij Oostenrijk                                                                     |

## Noord-Amerika

Kaart van de staten van de Verenigde Staten en Canadese provincies of delen, met actieve separatistische bewegingen

| Gebied                      | Hoofdstad        | Land                 | Beweging | Eisen |
| --------------------------- | ---------------- | -------------------- | --- | --- |
| Alaska                      | Juneau           | Verenigde Staten     | | Onafhankelijkheid of aansluiting bij Rusland |
| Amerikaanse Maagdeneilanden | Charlotte Amalie | Verenigde Staten     | | Meer autonomie of onafhankelijkheid |
| Brits-West-Indië            | Chaguaramas      | Verenigd Koninkrijk  | | Meer autonomie of onafhankelijkheid. Brits-West-Indië bestaat uit; Anguilla, Bermuda, Britse Maagdeneilanden, Kaaimaneilanden, Montserrat en Turks- en Caicoseilanden. |
| Franse Antillen             | Fort-de-France   | Frankrijk            | Mouvement indépendantiste martiniquais Martinikaanse Progressieve Partij | Meer autonomie of onafhankelijkheid. De Franse Antillen bestaan uit; Guadeloupe, Martinique, Saint-Barthélemy en Sint-Maarten.                                         |
| Groenland                   | Nuuk             | Denemarken           | Inuit Ataqatigiit Siumut Partii Naleraq | Onafhankelijkheid |
| Lakota                      | Porcupine        | Verenigde Staten     | | Onafhankelijk als de Republiek Lakota |
| Nederlandse Antillen        | Willemstad       | Nederland            | Kòrsou di Nos Tur Movementu Futuro Kòrsou Pueblo Soberano | Meer autonomie of onafhankelijkheid. De Nederlandse Antillen bestaan uit; Aruba, Bonaire, Curaçao, Saba, Sint Eustatius en Sint Maarten.                               |
| Nevis                       | Charlestown      | Saint Kitts en Nevis | Concerned Citizens' Movement Nevis Reformation Party | Onafhankelijkheid |
| Puerto Rico                 | San Juan         | Verenigde Staten     | Partido Independentista Puertorriqueño Puerto Rican Nationalist Party Movimiento Independentista Nacional Hostosiano Frente Socialista Ejército Popular Boricua Partido Popular Democrático de Puerto Rico | Autonomie of onafhankelijkheid |
| Quebec                      | Quebec           | Canada               | Parti Québécois Bloc Québécois Québec solidaire Parti indépendantiste Société Saint-Jean-Baptiste Mouvement national des Québécoises et des Québécois Rassemblement pour l'indépendance du Québec          | Onafhankelijkheid |
| Texas                       | Austin           | Verenigde Staten     | | Onafhankelijkheid als de Republiek Texas |
| Vermont                     | Montpelier       | Verenigde Staten     | Second Vermont Republic | Onafhankelijkheid als de Republiek Vermont |

## Oceanië
| Gebied               | Hoofdstad   | Land                | Beweging | Eisen                     |
| -------------------- | ----------- | ------------------- | --- | ------------------------- |
| Cocoseilanden        | West Island | Australië           | | Aansluiting bij Indonesië |
| Cookeilanden         | Avarua      | Nieuw-Zeeland       | | Onafhankelijkheid         |
| Bougainville         | Buka        | Papoea-Nieuw-Guinea | Bougainville Revolutionary Army | Onafhankelijkheid         |
| Frans-Polynesië      | Papeete     | Frankrijk           | | Onafhankelijkheid         |
| Guam                 | Hagåtña     | Verenigde Staten    | | Onafhankelijkheid         |
| Hawaï                | Honolulu    | Verenigde Staten    | | Onafhankelijkheid         |
| Nieuw-Caledonië      | Nouméa      | Frankrijk           | Front de libération nationale kanak et socialiste Libération kanake socialiste Fédération des comités de coordination indépendantistes Union calédonienne Renouveau | Onafhankelijkheid         |
| Noordelijke Marianen | Saipan      | Verenigde Staten    | | Onafhankelijkheid         |
| Pitcairneilanden     | Adamstown   | Verenigd Koninkrijk | | Onafhankelijkheid         |
| Rotuma               | Motusa      | Fiji                | | Onafhankelijkheid         |
| Tokelau              | Fakaofo     | Nieuw-Zeeland       | | Onafhankelijkheid         |
| Wallis en Futuna     | Matâ'utu    | Frankrijk           | | Onafhankelijkheid         |

## Zuid-Amerika
| Gebied            | Hoofdstad    | Land             | Beweging                                                                          | Eisen                               |
| ----------------- | ------------ | ---------------- | --------------------------------------------------------------------------------- | ----------------------------------- |
| Frans-Guyana      | Cayenne      | Frankrijk        | Mouvement de décolonisation et d'émancipation sociale Parti socialiste guyanais   | Meer autonomie of onafhankelijkheid |
| Patagonië         |              | Argentinië Chili | Movimiento Independentista Patagónico                                             | Autonomie                           |
| Mapuche           |              | Argentinië Chili |                                                                                   | Autonomie                           |
| Regio Zuid        | Curitiba     | Brazilië         | O Sul É o Meu País                                                                | Onafhankelijkheid                   |
| Rio Grande do Sul | Porto Alegre | Brazilië         | Movimento pró República Rio-Grandense                                             | Onafhankelijkheid                   |
| São Paulo         | São Paulo    | Brazilië         | São Paulo Livre Movimento São Paulo Independente Movimento República de São Paulo | Onafhankelijkheid                   |